# Museo Aldrich de Arte Contemporáneo

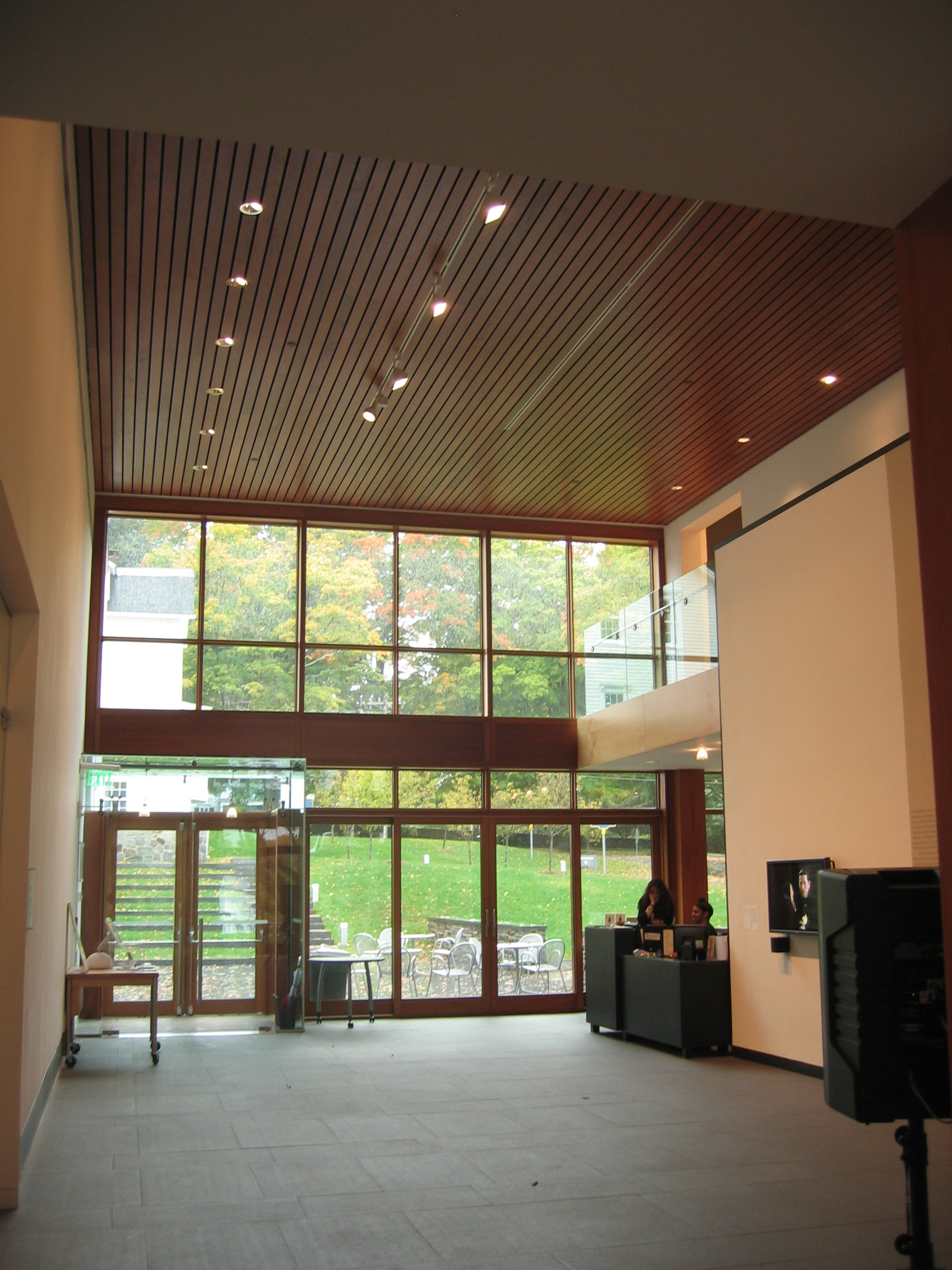
Entrada del museo

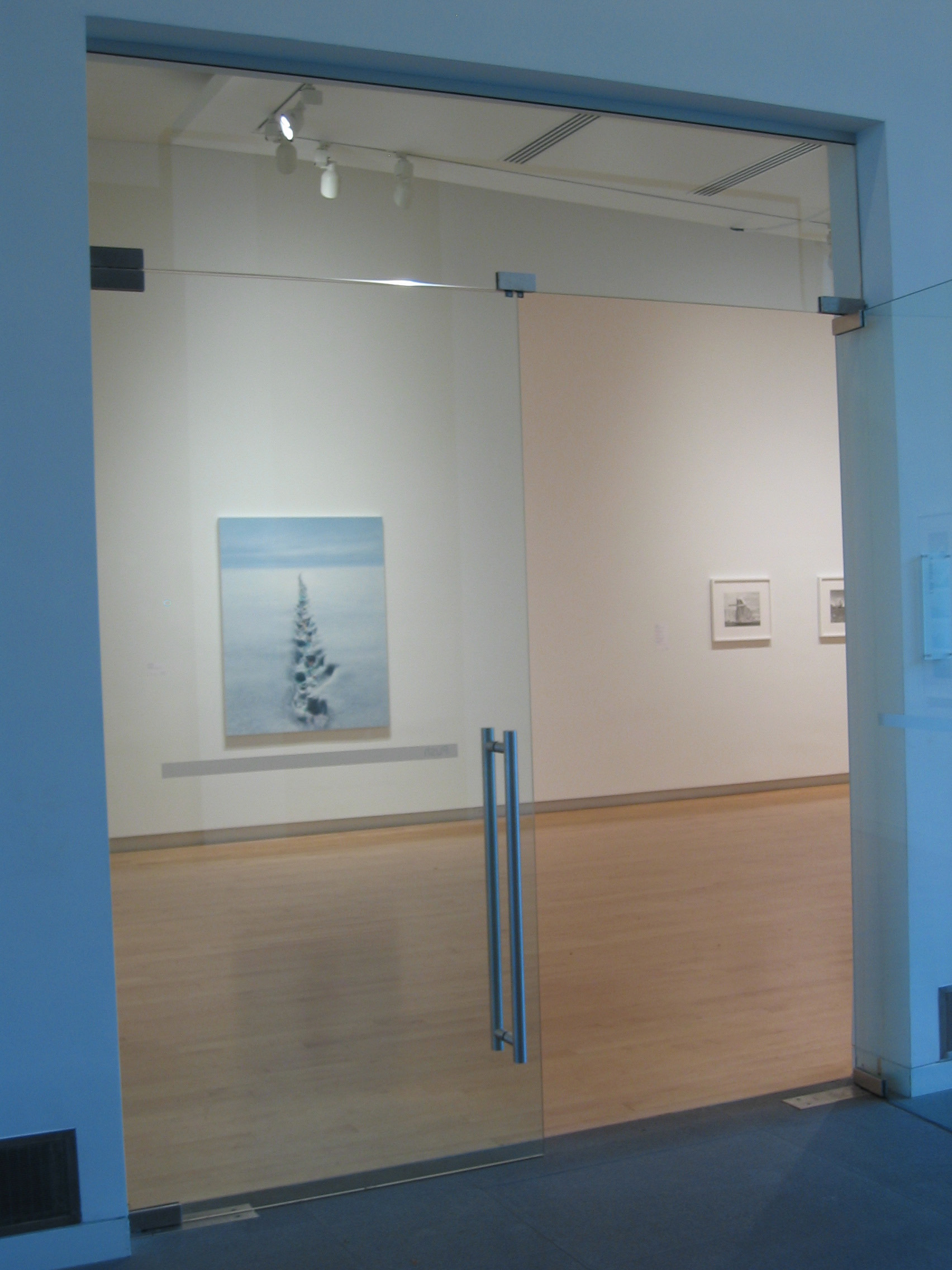
Sala de exposiciones

El Museo Aldrich de Arte Contemporáneo (en inglés: The Aldrich Contemporary Art Museum) es un museo de arte contemporáneo situado en Ridgefield, Connecticut, Estados Unidos. Fundado en 1964 por el coleccionista de arte Larry Aldrich, fue considerado uno de los primeros museos dedicados exclusivamente a la exposición de arte contemporáneo. 

## Edificio
Originariamente el museo fue instalado en un edificio histórico de Ridgefield. Después de una importante renovación, que mereció un premio de diseño del American Institute of Architects, en 2004 el museo inauguró un nuevo edificio con más de 2 000 m², con doce espacios que incluyen salas de exposiciones, salas de proyecciones y de sonido, un centro educativo, tienda y un jardín de para esculturas.

## Exposiciones
El Museo Aldrich es de los pocos museos de arte contemporáneo de Estados Unidos que no posee colección permanente y, por consecuencia, no colecciona arte. Su objetivo es presentar innovadoras exposiciones de arte contemporáneo así como exposiciones orientadas a mostrar la obra de artistas emergentes.
El museo destaca por sus programas educativos dirigidos a diferentes públicos con el propósito de hacer accesible el arte contemporáneo a una diversidad de personas: programas específicos para adultos, adolescentes o estudiantes, programas escolares para profesores y alumnos, programas familiares.

## Premios y becas
El filántropo Larry Aldrich creó y financió el Premio Larry Aldrich (The Larry Aldrich Award) para honrar a artistas estadounidenses cuya obra haya tenido un impacto significativo en la cultura visual contemporánea en los últimos años. El artista es seleccionado por un jurado independiente de artistas, coleccionistas, críticos, comisarios y galeristas. No se admiten solicitudes. El premio se inició en 1993 y consiste en una dotación económica y la oportunidad de una exposición en el mismo museo.
Desde 1997, el museo entrega también el premio al Artista Emergente (The Emerging Artist Award) concedido a un artista seleccionado por el equipo de conservadores del museo (director comisario, director de exposiciones y director del museo). Tampoco se admiten solicitudes y el premio consiste en una dotación económica y una exposición individual en el museo.
El Hall Curatorial Fellowship es un programa bienal con el propósito de ofrecer a un comisario internacional una oportunidad de tener experiencia en un museo de Estados Unidos y de apoyar al desarrollo profesional de los comisarios de arte. Los solicitantes no pueden ser ciudadanos de Estados Unidos y tienen que vivir y trabajar en un país distinto a los Estados Unidos.

## Ganadores de los premios Aldrich
|  | The Larry Aldrich - Award Christian Marclay (2009) - Elizabeth Peyton (2006) - Kara Walker (2005) - Catherine Opie (2004) - David Hammons (2003) - Frio Wilson (2002) - Mark Dion (2001) - Doug Aitken (2000) - Janine Antoni (1999) - Ann Hamilton (1998) - Charles Ray (1997) - Robert Gober (1996) - Bruce Nauman (1995) - Cindy Sherman (1994) - Elizabeth Murray (1993) |  | The Emerging Artist Award Huma Bhabha (2008) - Martí Cormand (2007) - Josh Azzarella (2006) - Todd Hebert (2005) - David Opdyke (2004) - Elizabeth Demaray (2003) - Yuken Teruya (2002) - Claire Corey (2001) - John F. Simon, Jr. (2000) - Bonnie Collura (1999) - Paul Henry Ramirez (1998) - Roxy Paine (1997) |